# Рапатона (футбольний клуб)

Старий логотип клубу

Рапатона Футбал Клаб або просто «Рапатона» (англ. Rapatona Football Club) — напівпрофесіональний футбольний клуб з Порту-Морсбі. Станом на 2015 рік головним спонсором клубу є «Посман Куа Аісі Лоєрс», тому він також відомий під назвою ФК «ПКА Рапатона».

## Історія
Витоки клубу можна простежити ще в 1971 році. В цьому році двоє шотландців, які працювали в Департаменті Публічних Робіт (PWD) організували міжвідомчі змагання з футболу. Після завершення цих змагань було прийнято рішення подати заявку для членства у Футбольну Асоціацію Порту-Морсбі (PMSA). Команда отримала назву «Паблік Воркс Департмент», або просто «ПВД». «ПВД» домінував у ПМСА в період з 1972 по 1978 роки. Гравці клубу «ПВД» також складали кістяк національної збірної в цей період.
Нині покійний Тіанум Кау є одним з тих гравців, які свого часу виступали у складі ФК «Марконі Стелліонс» в Сіднеї, Австралія, що робить його, мабуть, першим футболістом з Папуа Нової Гвінеї, який виступав у професійному футболі.
На початку 80-х років було прийнято рішення змінити назву клубу. Назву було змінено з «ПВД» на «Рапатона» в 1982 році.
Назва клубу походить від назви місцевого району Рапатона в провінції Манус, яка складається з Рамбуцо, Пак, Тонг та островів Науана. Деякі з засновників клубу, наприклад, покійний Девід Тасіон, покійний Альфред Деніел та Пітера Тайран, а також такі гравці як Кісакіу Посман, Чалапан Калувін та Масу Салайяу, народилися в цьому регіоні.
ФК «Рапатона» зараз виступає в Суперлізі Порту-Морсбі, яка раніше була відома як Прем'єр Дивізіон Порту-Морсбі. У 2007 році зі своїм головним спонсором «Inspac PNG Ltd», «Рапатона» увійшла до Національної Соккер Ліги Папуа Нової Гвінеї та змінила свою назву на ФК «Інспак Рапатона». У своєму дебютному сезоні, вони завершили чемпіонат на 4-му місці. У 2009 році, CMSS PNG Ltd, південнокорейська компанія стала новим головним спонсором клубу і команда змінила свою назву на «СМСС Рапатона Тайгерс». В сезоні 2010/11 років клуб знову змінив свою назву, цього разу на ФК «Морсбі Касіно Хотел».

## Досягнення
- Національна Соккер Ліга ПНГ:
  -  Срібний призер (1): 2008/09[5]

- Національний чемпіоншип:
  -  Срібний призер (2): 1984, 1999[5]

- Регіональні чемпіонати – Порт-Морсбі
  -  Чемпіон (2): 1989, 2004[5]
  -  Срібний призер (4): 1998, 2000, 2002, 2006[5]

## Відомі гравці
- Джон Бей